# Hoher Riffler (Alpy Zillertalskie)
Hoher Riffler – szczyt w Alpach Zillertalskich, w Alpach Wschodnich. Leży w Austrii, w kraju związkowym Tyrol. Jest jednym czterech wybitnych szczytów masywu Tuxer Hauptkamm. Znajduje się na północny wschód od Olperera i Gefrorene-Wand-Spitzen. Szczyt Hoher Riffler w przeciwieństwie do typowej alpejskiej rzeźby charakteryzuje się on obecnością rozległej płaskiej powierzchni.
Na szczyt najłatwiej można dostać się ze schroniska Frisenberghaus (2498 m) nad jeziorem Frisenbergsee. Można też dojść ze schroniska Spannagelhaus (2531 m) pod lodowcem Tuxer Ferner.
Pierwszego wejścia w 1864 r. dokonał H. Weber.